# Luke's Lost Liberty
Luke's Lost Liberty è un cortometraggio muto del 1917 di genere comico. Diretto e prodotto da Hal Roach, fu interpretato da Harold Lloyd. Uscì in distribuzione il 7 gennaio 1917.

## Produzione
Il film fu prodotto da Hal Roach per la Rolin Film Company.

## Distribuzione
Distribuito dalla Pathé Exchange, il film - un cortometraggio in un rullo - uscì nelle sale degli Stati Uniti il 7 gennaio 1917.
Non si conoscono copie ancora esistenti della pellicola che viene considerata presumibilmente perduta.